# Nosferatu (musikalbum)
Nosferatu är ett album släppt 2006 av det svenska heavy metal-bandet Bloodbound. Det är inte ett renodlat konceptalbum men de flesta spåren på skivan tematiserar vampyrer. Låtar som "Nosferatu", "Behind The Moon" och "Metal Monster" har ingått i de flesta av bandets livespelningar. Många frågor väcktes hos press och fans då bandet använde sig av corpsepaint på pressbilder och även i livesammanhang, något som inte brukar förekomma hos band som spelar liknade musik.

## Släppt
- Asien: 16 december 2005 (Marquee/Avalon)
- Europa: 26 april 2009 (Blistering Records)
- Ryssland: 25 oktober 2006 (Mystic Empire)
- Brasilien: 10 januari 2007 (Rock Machine Records)

## Låtordning
1. "Behind The Moon" (T.Olsson/U.breed/F.Bergh) 6:32
2. "Into The Dark" (T.Olsson/F.Bergh) 4:36
3. "Nosferatu" (T.Olsson) 6:28
4. "Metal Monster" (T.Olsson/U.breed/F.Bergh) 4:28
5. "Crucified" (T.Olsson/F.Bergh)3:55
6. "Desdemonamelia" (T.Olsson/U.breed) 4:19
7. "Fallen From Grace"(T.Olsson/F.Bergh) 4:49
8. "Screams In The Night"(T.Olsson) 4:45
9. "For The King"(T.Olsson) 3:53
10. "Midnight Sun"(T.Olsson/F.Bergh) 3:56
11. "On The Battlefield" (T.Olsson) 5:59

## Musiker
- Urban breed - Sång
- Tomas Olsson - Elgitarr
- Fredrik Bergh - Keyboards, Elbas, Bakgrundssång
- Oskar Belin - Trummor

## Gästmusiker
- Daniel Jonsson - Bakgrundssång
- Fredrik Lundberg - Bakgrundssång
- Sofia Westlin - Bakgrundssång

## Övrig information
Producent: Tomas Olsson & Fredrik Bergh
Inspelad: bloodbound Studios, Bollnäs, Sverige. The Frop Farm, Flaxenbo, Sverige. Hill Studios, Ren, Sverige.
Ljudtekniker: Tomas Olsson, Urban breed, Fredrik Bergh.
Mixad & Mastrad av: Per Ryberg i Studio Soundcreation, Bollnäs, Sverige.
Omslag: Mark Wilkinson
Booklet av: Oskar Belin
Fotografi av: Göran Olsson/Tomas Olsson
Sminkning av: Mari Puke
Kroppssminkning av: Inga-Lena Olsson
Thunder sample på Nosfeatu av: R. Humphries